# Janice Dickinson

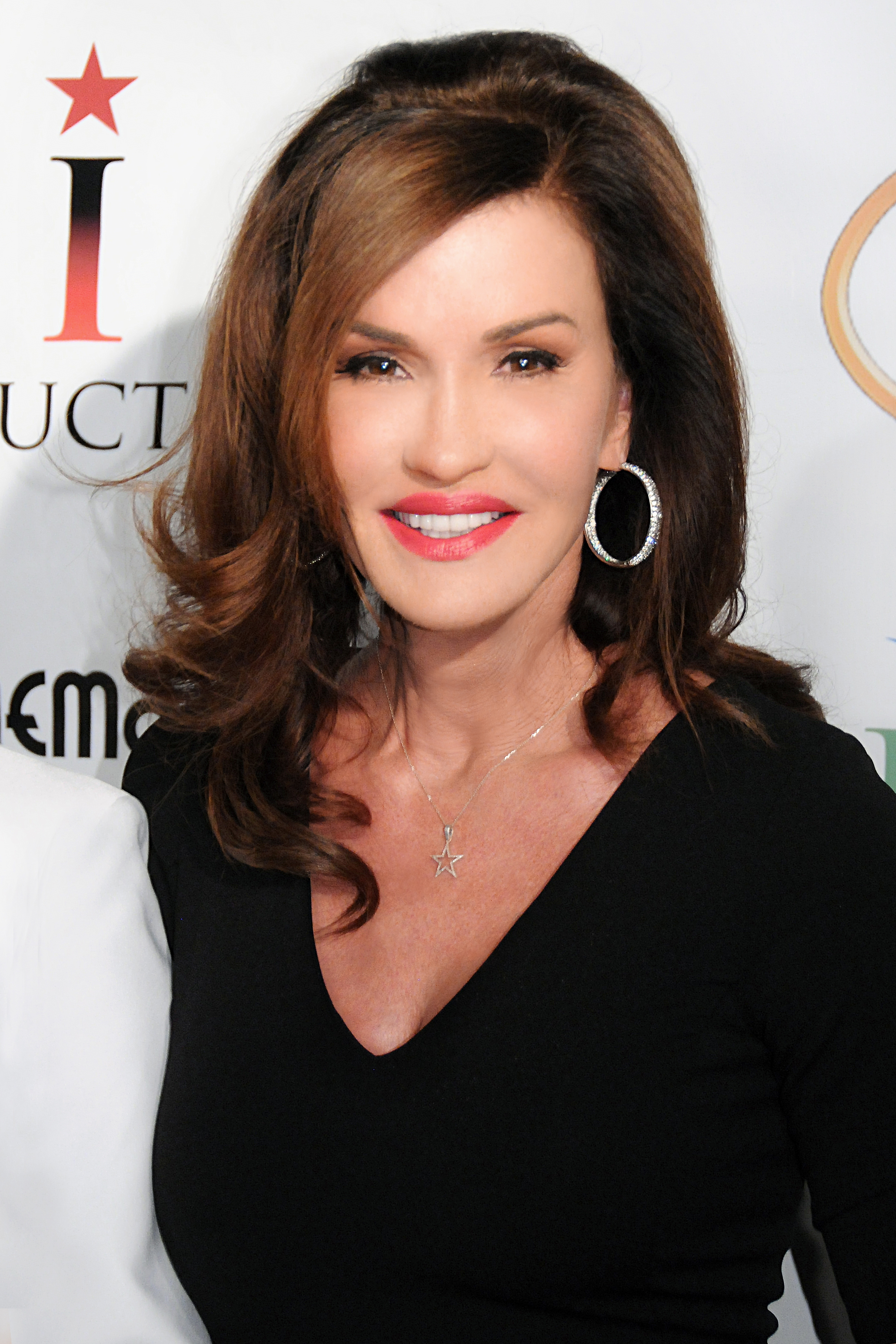
Janice Dickinson (2014)

Janice Doreen Dickinson (* 15. Februar 1955 in Brooklyn, New York City) ist ein US-amerikanisches ehemaliges Model sowie Schauspielerin und Unternehmerin. Sie betreibt eine eigene Modelagentur.

## Leben und Familie
Dickinson wurde in Brooklyn, New York geboren. Sie wuchs in Hollywood, Florida auf. Ihr Vater war nach Dickinsons Angaben pädophil und gewalttätig, missbrauchte ihre Schwester sexuell und schlug Janice täglich, ihre Mutter nahm Drogen. Sie war drei Mal verheiratet, mit Ron Levy, Alan B. Gersten und Simon Fields, aus dessen Ehe der Sohn Nathan Fields hervorging. Mit Michael Birnbaum hat sie eine Tochter, Savannah Dickinson. 2016 heiratete sie den Psychiater Robert Gerner.
2016 wurde bei ihr Brustkrebs diagnostiziert.

## Karriere

Janice Dickinson (rechts) mit Samata Angel auf der Londoner Fashion Week, September 2010

Als Siebzehnjährige begann sie zu modeln. Ihr exotischer Look machte sie bekannt, und ihr Erfolg führte sie nach Paris. 1978 kehrte sie nach New York zurück. In den 80er Jahren wurde sie zu einem Topmodel, sie erreichte Wiedererkennungswert. Sie erschien auf Titelseiten von Zeitschriften wie Harper’s Bazaar, Vogue und Playboy und arbeitete mit berühmten Persönlichkeiten aus der Modewelt zusammen, darunter Giorgio Armani, Gianni Versace und Calvin Klein. Sie erschien insgesamt 37 Mal auf dem Cover der Vogue. In den ersten vier Staffeln von America’s Next Top Model war sie Jurymitglied. Sie gründete eine Modelagentur, The Janice Dickinson Modelling Agency, und machte daraus eine Reality-Show. 2005 trat sie regelmäßig in der fünften Staffel von The Surreal Life auf und war 2007 auch in Abbey and Janice: Beauty and The Best zu sehen. November 2007 war sie eine der Prominenten von I’m a Celebrity…Get Me Out of Here!, der britischen Version von Ich bin ein Star – Holt mich hier raus!. Sie wurde Zweite. Im Juli 2009 nahm sie in der 2. Staffel der amerikanischen Version von I'm a Celebrity... Get Me Out of Here teil. Sie hatte Gastauftritte in der Serie Charmed und CNNs Glenn Beck Show. Janice übernahm eine Nebenrolle in Darren Hayes Video On the Verge of Something Wonderful. Dickinson nahm weiterhin in der 4. Staffel der Reality-TV-Show Celebrity Rehab with Dr. Drew teil und ließ sich während eines Drogenentzuges begleiten. Im August/September 2015 nahm sie in England an der 16. Staffel von Celebrity Big Brother teil.

## Trivia
Sie ist auf dem Cover des zweiten Studioalbums Elegant Gypsy von Al Di Meola im schwarzen Flamingo-Kleid abgebildet.

## Filmografie (Auswahl)
- 1983: Gefährliches Dreieck (Exposed)
- 1998: Buddy Faro (Fernsehserie, eine Folge)
- 2000: Zoe, Duncan, Jack & Jane (Fernsehserie, eine Folge)
- 2005: Wassup Rockers
- 2005: Charmed – Zauberhafte Hexen (Charmed, Fernsehserie, eine Folge)
- 2012: Good Morning 90210 (Fernsehserie)